# Episodi di Norma e Felice
La prima e unica stagione della serie televisiva Norma e Felice è stata trasmessa da Canale 5 fra l'autunno del 1995 e la primavera del 1996. La sitcom, alternata a Casa Vianello, andava in onda nel preserale della domenica fra le due parti del varietà Buona Domenica.

## Episodi
| n° | Titolo                      | Prima TV         |
| -- | --------------------------- | ---------------- |
| 1  | Una tata per tutti          | 15 ottobre 1995  |
| 2  | Arsenico e vecchi sberleffi | 22 ottobre 1995  |
| 3  | Il resto del... Carletto    | 29 ottobre 1995  |
| 4  | Piccoli gangsters           | 5 novembre 1995  |
| 5  | Alé oh! oh!                 | 12 novembre 1995 |
| 6  | Artisti si nasce            | 19 novembre 1995 |
| 7  | Casta Diva                  | 26 novembre 1995 |
| 8  | Sotto le ali niente         | 3 dicembre 1995  |
| 9  | Il giorno della papera      | 10 dicembre 1995 |
| 10 | Fiori di Mandarì            | 17 dicembre 1996 |
| 11 | Un Natale coi fiocchi       | 24 dicembre 1996 |
| 12 | Stasera mi butto            | 7 gennaio 1996   |
| 13 | L'oriente bussa alla porta  | 14 gennaio 1996  |
| 14 | Polpette pollo e insalatina | 21 gennaio 1996  |
| 15 | Surprais surprais           | 28 gennaio 1996  |
| 16 | Testa di legno              | 4 febbraio 1996  |
| 17 | Il guizzo di Leonardo       | 11 febbraio 1996 |
| 18 | Colpo di frusta             | 18 febbraio 1996 |
| 19 | Mordi e fuggi               | 3 marzo 1996     |
| 20 | La premiata ditta           | 25 febbraio 1996 |

## Una tata per tutti
Soggetto & Sceneggiatura: Barbara Cappi e Giorgio Vignali
L'anziano Felice Malinverni, dopo la nascita di altri due nipotini, prende la decisione di lasciare la casa del figlio Franco e così acquista un appartamentino. L'amico Dudù tuttavia lo convince a sfruttare la situazione a suo vantaggio, convincendo il figlio e la nuora a mettergli accanto una giovane e procace domestica che gli faccia compagnia. Per assumere la colf Felice si rivolge a un'agenzia di collocamento e organizza un vero e proprio casting per le belle candidate, tuttavia la nuora Ginevra a sua insaputa ha già assunto una governante di grande esperienza, Norma Del Becco, coetanea di Felice.

## Arsenico e vecchi sberleffi
Soggetto & Sceneggiatura: Barbara Cappi e Giorgio Vignali
Norma è estremamente attenta alle pulizie di casa e critica il comportamento di Felice che a suo dire lascia tutto in disordine. Una mattina, guardando il telegiornale, Felice apprende la notizia che un'anziana signora di Parabiago ha tentato di uccidere i familiari in preda a un raptus dettato dalle sue manie per la pulizia e questa vicenda lo suggestiona molto; poco dopo, origliando Norma che si lamenta per la proliferazione degli scarafaggi in cucina, Felice equivoca e si convince che la governante voglia avvelenare l'abbondante cena che ha preparato per la famiglia Malinverni.

## Il resto del... Carletto
Soggetto & Sceneggiatura: Barbara Cappi e Giorgio Vignali
Fabio, il nipote di Norma, deve partire per una settimana e così chiede alla zia di riprendersi temporaneamente l'amato chihuahua Carletto che lei gli ha affidato dopo essersi trasferita in casa Malinverni. Felice non è per niente d'accordo, ma dopo qualche insistenza si fa convincere dalle nipotine che si sono subito affezionate al cagnolino di Norma. L'incolumità di Carletto però sarà messa a rischio dal nonno.

## Piccoli gangsters
Soggetto & Sceneggiatura: Barbara Cappi e Giorgio Vignali
Dopo aver preso un brutto voto in grammatica, Eva e Morena scappano di casa chiedendo rifugio politico a Felice. Prima di recarsi dal nonno però le bambine passano dal supermercato per fare provviste e rubano generi alimentari in quantità. Scoperto l'accaduto Norma cerca di convincere Felice a punire le gemelle e riportare indietro la refurtiva, tuttavia la guardia del supermercato irrompe in casa.
Altri interpreti: Maurizio Trombini (poliziotto)

## Alé oh! oh!
Soggetto & Sceneggiatura: Barbara Cappi e Giorgio Vignali
Felice è in partenza per Genova insieme all'amico Dudù per andare a seguire l'Inter in trasferta, ma il giorno prima viene convinto da Norma a recarsi in un negozio di elettrodomestici per acquistare una lavastoviglie. Nel tragitto verso il negozio viene seguito da un carabiniere in borghese, che alla fine decide di sequestrargli la patente per le numerose infrazioni commesse. Felice, disperato, cerca di convincere qualcuno ad accompagnarlo alla partita ma non trovando nessuno disponibile, decide su suggerimento del portinaio Nino di sporgere denuncia di smarrimento della patente in modo da ottenere un foglio di circolazione provvisorio.

## Artisti si nasce
Soggetto & Sceneggiatura: Viviana Girani
Norma consiglia a Felice di trovarsi un hobby e l'uomo decide di cominciare a dipingere, tuttavia questo nuovo passatempo ha delle ricadute sulla stessa Norma e sulle gemelle, che devono assisterlo e fargli da modelle. Nel frattempo nel palazzo si trasferiscono due coniugi di mezza età, i signori Galimberti, che con la scusa di essere appassionati d'arte si fanno quotidianamente invitare a cena da Felice. Norma fiuta subito le vere intenzioni dei Galimberti, che fingono di essere altolocati ma in realtà sono dei nullatenenti pieni di debiti e cerca di mettere in guardia Felice.

## Casta Diva
Soggetto & Sceneggiatura: Claudia Poggiani
Per tutelare la salute di Felice, Norma ha messo sotto chiave le bottiglie di grappa ma l'uomo riesce a scassinare la credenza con l'aiuto del signor Galimberti. Oltre alla grappa però Felice scopre che Norma ha nascosto nella credenza anche delle lettere e leggendole viene a conoscenza del fatto che la sua governante sta curando in gran segreto la popolare rubrica della posta dei lettori di una nota rivista, sotto lo pseudonimo di "Casta Diva". Per vendicarsi decide di rispondere personalmente ad alcune lettere, sbeffeggiando con ironia le persone che si rivolgono a Norma in cerca di consiglio.

## Sotto le ali niente
Soggetto & Sceneggiatura: Barbara Cappi e Giorgio Vignali
Eva e Morena destano la perplessità di Felice e di Norma per via del loro atteggiamento smaliziato nei confronti del sesso e le cose si complicano quando Norma trova per caso nello zaino di una delle bambine una videocassetta dal titolo "Italian Stallion"; credendo che si tratti di un film pornografico, la donna mette in allarme Felice, che preoccupatissimo cerca di capire come abbiano fatto le gemelle a venire in possesso della cassetta.

## Il giorno della papera
Soggetto & Sceneggiatura: Viviana Girani
Franco e Ginevra partono per un viaggio di qualche giorno e affidano le gemelle alle cure del nonno. Sia lui che Norma però sono molto seccati per la presenza in casa di Gertrude, una papera che le bambine hanno adottato aderendo a una campagna del WWF. Inspiegabilmente, il giorno stesso della partenza dei genitori, le bambine non si presentano a casa del nonno per l'ora di pranzo; insospettiti e preoccupati, Norma e Felice intraprendono un giro di telefonate per capire che fine possano aver fatto Eva e Morena, finché il telefono squilla e una voce contraffatta parla di "gemelle" e "soldi": i due si convincono quindi che le bambine siano state rapite a scopo di riscatto.

## Fiori di Mandarì
Soggetto & Sceneggiatura: Barbara Cappi e Giorgio Vignali
Norma riceve la corte insistente di un nobiluomo, il conte Alberto Mandarì di Torrevecchia, che la riempie di fiori e cioccolatini. L'uomo, durante un colloquio con Felice, gli rivela di aver avanzato una proposta di matrimonio alla sua governante. Norma chiede più tempo per riflettere, ma poco dopo Felice scopre che il conte in realtà è pieno di debiti e vuole prendere moglie per ragioni economiche.

## Un Natale coi fiocchi
Soggetto & Sceneggiatura: Barbara Cappi e Giorgio Vignali
A casa di Felice tutto è pronto per il cenone della vigilia di Natale. Oltre alla famiglia Malinverni c'è ospite anche Fabio, ma il ragazzo si presenta in ritardo e si mostra piuttosto triste e sfuggente, annunciando alla zia Norma che non potrà prendere parte alla cena perché ha un impegno. Poco prima che il ragazzo vada via, però, Felice prende una brutta scossa mentre cerca di accendere le luci dell'albero e in una specie di visione, incontra il suo angelo custode: questi gli racconta di essere anche l'angelo custode di Fabio e gli spiega che il ragazzo è triste perché è stato appena lasciato dalla ragazza, che a sua insaputa sta con un altro; per evitare una delusione a Fabio e alla stessa Norma, l'angelo chiede a Felice di convincere il ragazzo a restare a cena e a dimenticare la sua ex...

## Stasera mi butto
Soggetto & Sceneggiatura: Barbara Cappi e Giorgio Vignali
Per festeggiare il Capodanno, Felice ha invitato a casa i suoi quattro più cari amici e chiede alle gemelle di convincere Norma ad andare a cena da loro per togliersela di mezzo. Durante l'assenza della governante, in casa ne succedono di tutti i colori: uno degli amici di Felice porta con sé tre giovani ragazze, una delle quali si ubriaca pesantemente; Felice riesce a ironizzare sul tempo che passa, visto che uno dei suoi amici è diventato praticamente sordo e un altro ha gravissimi problemi di memoria. La festa però sembra procedere bene, finché Norma torna a casa in anticipo e uno degli amici di Felice si sporge dal cornicione affermando di volersi suicidare.

## L'oriente bussa alla porta
Soggetto & Sceneggiatura: Claudia Poggiani, Barbara Cappi e Giorgio Vignali
Stanca di svolgere faccende domestiche che a suo dire non le competono, Norma si rivolge alla signora Claudia chiedendole collaborazione per convincere Felice ad assumere una colf. Claudia si finge quindi un'appassionata di cartomanzia e Norma spinge Felice a farsi leggere i tarocchi dalla vicina: le due donne convincono Felice che le carte abbiano detto che una donna cinese busserà presto alla sua porta in cerca di lavoro e se lui la assumerà ne riceverà in cambio benessere e prosperità. In effetti poco dopo a casa Malinverni si presenta Su-Ji, una giovane domestica cinese contattata da Norma, che Felice decide di assumere ignaro del complotto. Ben presto però Norma capisce che la nuova collaboratrice in realtà sta solo aggravando il suo carico di lavoro.

## Polpette pollo e insalatina
Soggetto & Sceneggiatura: Barbara Cappi e Giorgio Vignali
Norma segue una dieta molto equilibrata e convince Felice a rivedere il suo regime alimentare per curare la propria salute. Dopo una visita del medico, che riscontra gravi problemi in Felice, l'uomo è costretto a seguire una cura dimagrante ferrea. Per il poveretto è un vero dramma rinunciare ai suoi pasti abbondanti, così cerca di eludere la sorveglianza di Norma per potersi abbuffare.

## Surprais surprais
Soggetto & Sceneggiatura: Barbara Cappi e Giorgio Vignali
Per il compleanno di Norma, Felice sta organizzando una festa a sorpresa, con tanto di invito alla sosia della regina Elisabetta, per la quale Norma in passato ha lavorato. La governante però crede che tutti abbiano dimenticato il suo compleanno ed è molto amareggiata.

## Testa di legno
Soggetto & Sceneggiatura: Barbara Cappi e Giorgio Vignali
Rispondendo a un'inserzione sul giornale, Felice entra in contatto con il signor Giorgio La Fede, presidente di una misteriosa società finanziaria, che gli offre un lavoro come direttore amministrativo. Felice, abbindolato dalle prospettive economiche, si fa convincere ad accettare l'incarico, ma Norma fiuta subito la truffa.

## Il guizzo di Leonardo
Soggetto & Sceneggiatura: Barbara Cappi e Giorgio Vignali
Per fare un favore alla signora Zurletti, una sua conoscente, Norma accetta di occuparsi di suo figlio Leonardo. Felice è infastidito dalla presenza del ragazzo in casa, poiché il giovane è un tipo piuttosto eccentrico, ma si ricrede quando scopre che Leonardo ha la capacità di prevedere i numeri del lotto.

## Colpo di frusta
Soggetto & Sceneggiatura: Viviana Girani
Andando a prendere le gemelle da scuola con l'auto, Felice ha un piccolo incidente con un'altra vettura. Intenzionato a farsi risarcire dall'assicurazione, chiede al signor Roberto di fargli da testimone fasullo; questi gli consiglia anche di fingere un colpo di frusta e gli fa indossare un collarino ortopedico. Norma è piuttosto scettica e infatti poco dopo Roberto viene rifiutato come testimone perché si scopre che in passato ha tentato numerose truffe a vari enti assicurativi. Per Felice però è troppo tardi per ritrattare e così è costretto a fingere di essere infortunato quando si presenta in casa sua il meticoloso perito dell'assicurazione.

## Mordi e fuggi
Soggetto & Sceneggiatura: Barbara Cappi e Giorgio Vignali
Federico, uno dei nipoti di Felice, all'estero per motivi di studio, finalmente torna a casa. La gioia si trasforma presto in preoccupazione quando telefona Kitty, fidanzatina di Federico, e annuncia una gravidanza inattesa. Felice mette alle strette il nipote che si proclama innocente mentre il resto della famiglia è sconvolto dalla notizia. L'arrivo di Kitty scioglierà tutti i dubbi.

## La premiata ditta
Soggetto & Sceneggiatura: Federico Moccia

Norma si è dedicata alla produzione artigianale di prodotti di bellezza. Intanto le gemelline la pregano di aiutarle a confezionare delle torte per una festa scolastica, ma dovendosi allontanare a causa di un impegno improvviso, le lascia sole in cucina. Finirà che le torte avranno come ingredienti i cosmetici e, viceversa, le creme per signora uova, zucchero e farina. 